# Philopterus citrinellae
Philopterus citrinellae är en insektsart som först beskrevs av Franz Paula von Schrank 1776.  Philopterus citrinellae ingår i släktet fjäderlingar, och familjen fjäderlöss. Arten är reproducerande i Sverige.